# Carallia borneensis
Carallia borneensis är en tvåhjärtbladig växtart som beskrevs av Daniel Oliver. Carallia borneensis ingår i släktet Carallia, och familjen Rhizophoraceae. Inga underarter finns listade i Catalogue of Life.